# Concours Eurovision des jeunes musiciens 2006
Le Concours Eurovision des jeunes musiciens 2006 fut la douzième édition de ce concours. La finale fut organisée au Rathausplatz de Vienne, en Autriche le 12 mai 2006. 
- Pays ayant sélectionné leur artiste et/ou leur chanson
- Pays ayant participé dans le passé, mais pas en 2006
- Pays participants non qualifiés pour la finale

Lucerne 2004 Vienne 2008
Des jeunes musiciens de 7 pays participèrent à la finale télévisée de cette édition. Ils furent tous accompagnés par le Vienna Symphony Orchestra, sous la direction de Christian Arming.

## Résultats de la finale
| Rang | Pays         | Musicien            | Instrument  |
| ---- | ------------ | ------------------- | ----------- |
| 1    | Suède        | Andreas Brantelid   | Violoncelle |
| 2    | Norvège      | Tine Thing Helseth  | Trompette   |
| 3    | Russie       | Dmitry Mayboroda    | Piano       |
| -    | Autriche H T | Daniela Koch        | Flûte       |
| -    | Roumanie     | Alina Elena Bercu   | Piano       |
| -    | Suisse       | Simone Sommerhalder | Hautbois    |
| -    | Royaume-Uni  | Jennifer Pike       | Violon      |